# Assassinat de Pierre-Jean Massimi
 (septembre 2014).
Si vous disposez d'ouvrages ou d'articles de référence ou si vous connaissez des sites web de qualité traitant du thème abordé ici, merci de compléter l'article en donnant les références utiles à sa vérifiabilité et en les liant à la section « Notes et références ».
Pour l'acteur, voir Pierre Massimi.
L'assassinat de Pierre-Jean Massimi est un attentat commis en Corse le 13 septembre 1983 contre un haut fonctionnaire revendiqué par le FLNC.

## Pierre-Jean Massimi
Fils de Pasquin Massimi, maire d'Asco, Pierre-Jean Massimi est un haut fonctionnaire, né le 4 avril 1946 à Paris. Passé par l'École Nationale des Impôts, puis élève de l’École nationale d’administration ou ENA (promotion Simone-Weil, 1974), il est secrétaire général de la préfecture du Cantal (1978-1979), puis fait une carrière administrative au ministère de l’Intérieur, notamment à la DGCL (Direction Générale des Collectivités Locales). Il avait le rang de sous-préfet et était en poste sur l’île depuis 16 mois avec le titre de secrétaire général du département de la Haute-Corse (placé auprès du président du conseil général, François Giacobbi).

## Assassinat
Exécuté au volant de sa voiture à quelques mètres de son domicile, des images assez crues furent diffusées dans les journaux télévisés. En date du 21 septembre 1983, le FLNC revendiquait l’attentat et la mort de Pierre-Jean Massimi en représailles de l'assassinat du militant Guy Orsoni.